# Vilho Pekkala
Vilho Ferdinand Pekkala (ur. 3 kwietnia 1898 w Kotka, zm. 20 października 1974 tamże) – fiński zapaśnik. Dwukrotny olimpijczyk. Srebrny medalista z Paryża 1924 i siódmy w Amsterdamie 1928. Walczył wadze średniej.
Wicemistrz kraju w stylu klasycznym w 1926 i 1927; trzeci w 1922, 1923, 1924 roku. Pierwszy w stylu wolnym w 1928; drugi w 1924 i 1929; trzeci w 1927 i 1931 roku.

## Letnie Igrzyska Olimpijskie 1924
| Konkurencja       | Rundy eliminacyjne    | Rundy eliminacyjne     | Finały                  | Turniej o brązowy medal | Turniej o brązowy medal | Klas. końcowa |
| Konkurencja       | 1/8                   | 1/4                    | 1/2                     | Przeciwnik I            | Przeciwnik II           | Miejsce       |
| ----------------- | --------------------- | ---------------------- | ----------------------- | ----------------------- | ----------------------- | ------------- |
| 79 kg styl wolny. | Walter Wright (USA) Z | Herschel Smith (USA) Z | Pierre Ollivier (BEL) P | Enrico Bonassin (ITA) Z | Jussi Penttilä (FIN) Z  | 3.            |

## Letnie Igrzyska Olimpijskie 1928
| Konkurencja       | Rundy eliminacyjne   | Finały                 | Klas. końcowa |
| Konkurencja       | 1/4                  | 1/2                    | Miejsce       |
| ----------------- | -------------------- | ---------------------- | ------------- |
| 79 kg styl wolny. | Hervé Deniel (FRA) Z | Ralph Hammonds (USA) P | 7.            |